# Le Parterre
Pour les articles homonymes, voir Parterre.
Le Parterre, anciennement place de l'Adresse-Symphonique, est une place publique de Montréal.

## Situation et accès
Cette place, du Quartier des spectacles, située au coin de la rue Saint-Urbain et du boulevard De Maisonneuve, en face de la Maison symphonique de Montréal, se veut un espace de représentation pour différents ensembles musicaux, en même temps qu’un cadre physique mettant en valeur l’architecture de la salle. 

## Origine du nom
Son nom, officialisé en 2009, « illustre le rôle de l'espace, en forme naturelle de gradins, d'où le public pourra assister aux spectacles qui se tiendront en contrebas. Il réfère aussi au type d'aménagement de l'espace qui est en grande partie gazonné. »

## Historique

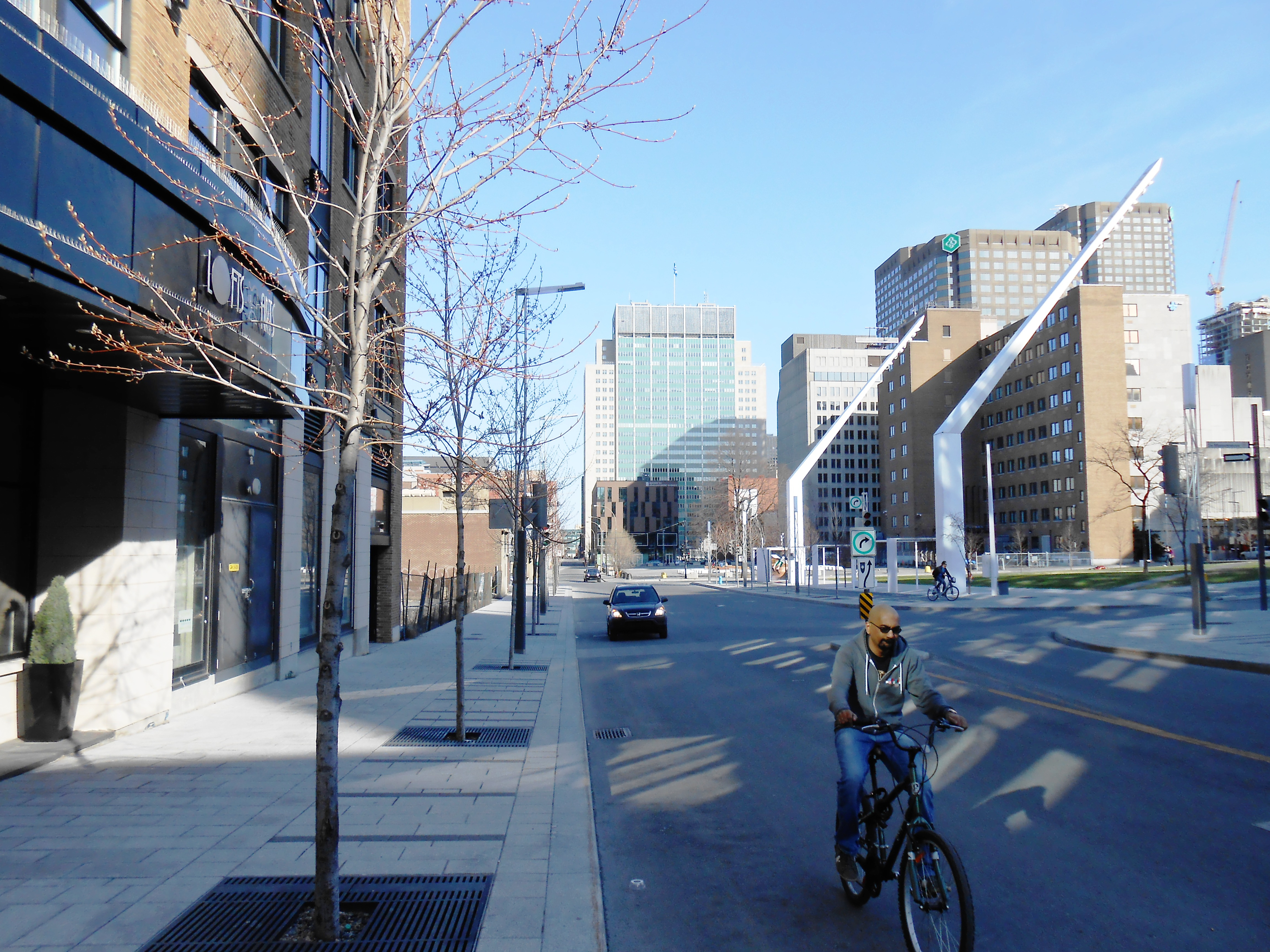
Rue Clark, Montréal, regardant vers le sud. À gauche, les Lofts des Arts. À droite, Le Parterre du Quartier des spectacles

La place, dont la construction a commencé au printemps 2009, a été livrée en 2010 lors de  la reconfiguration du boulevard De Maisonneuve entre le boulevard Saint-Laurent et de la rue Saint-Urbain. La rue Clark coupe maintenant le boulevard De Maisonneuve. À l'ouest de cette rue, le boulevard est plus au nord qu'à l'est de sorte qu'une partie de la rue Clark doit être empruntée pour passer d'un tronçon à l'autre. 
La reconfiguration du boulevard, a accompagné le remplacement des deux espaces verts alors triangulaires (les places Fred-Barry et Albert-Duquesne). Sur cet espace public modifié est aménagée la place, avec surface minérale et surface verte.
Cette nouvelle place, dont la première appellation était place de l'Adresse-Symphonique, est devenue ultérieurement Le Parterre.

## Bâtiments remarquables et lieux de mémoire
Sur Le Parterre se trouve After Babel, a Civic Square, une sculpture-installation de John McEwen et de Marlene Hilton-Moore. Créée en 1993, elle est composée de deux colonnes et d'une silhouette canine.

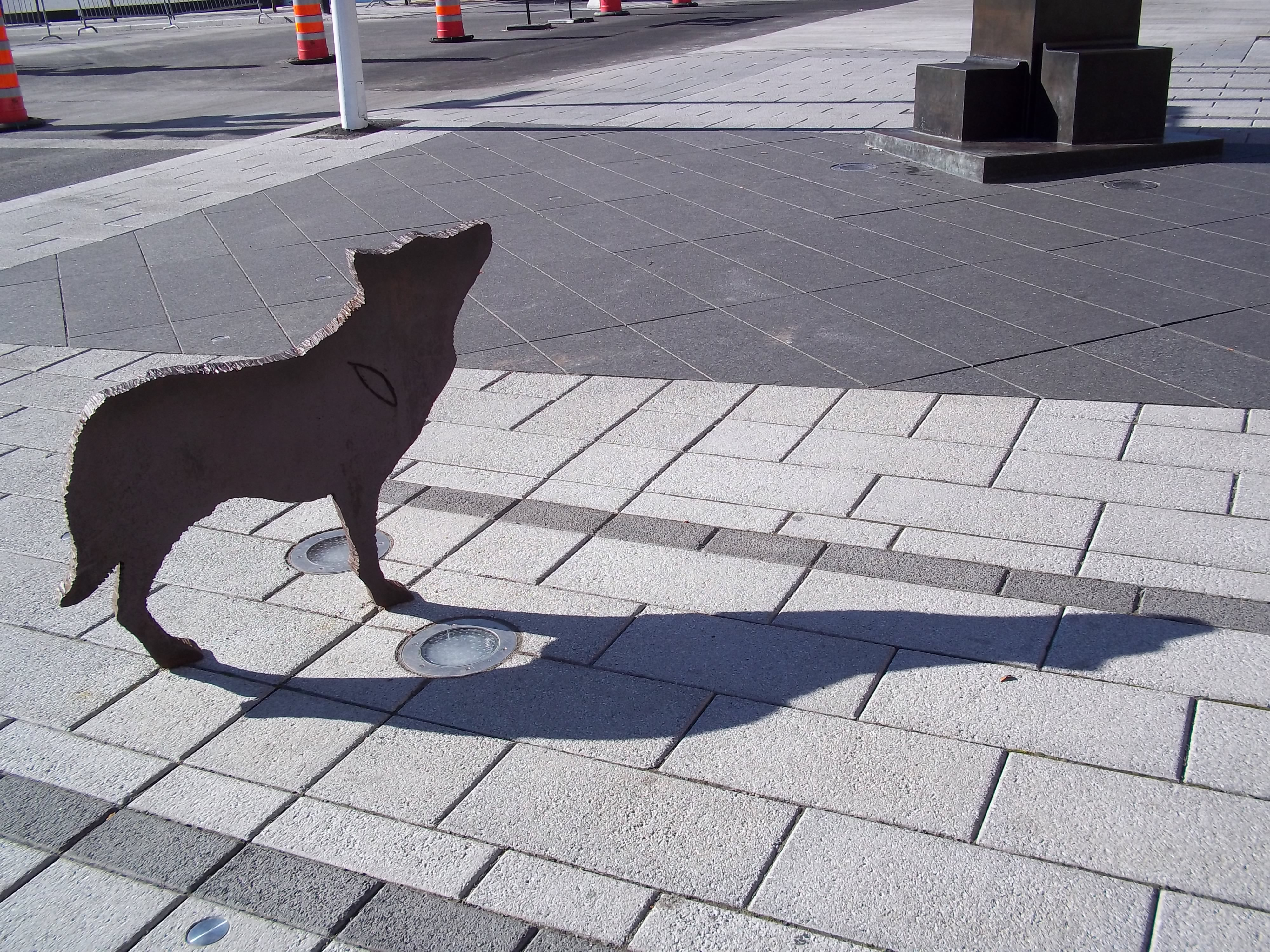
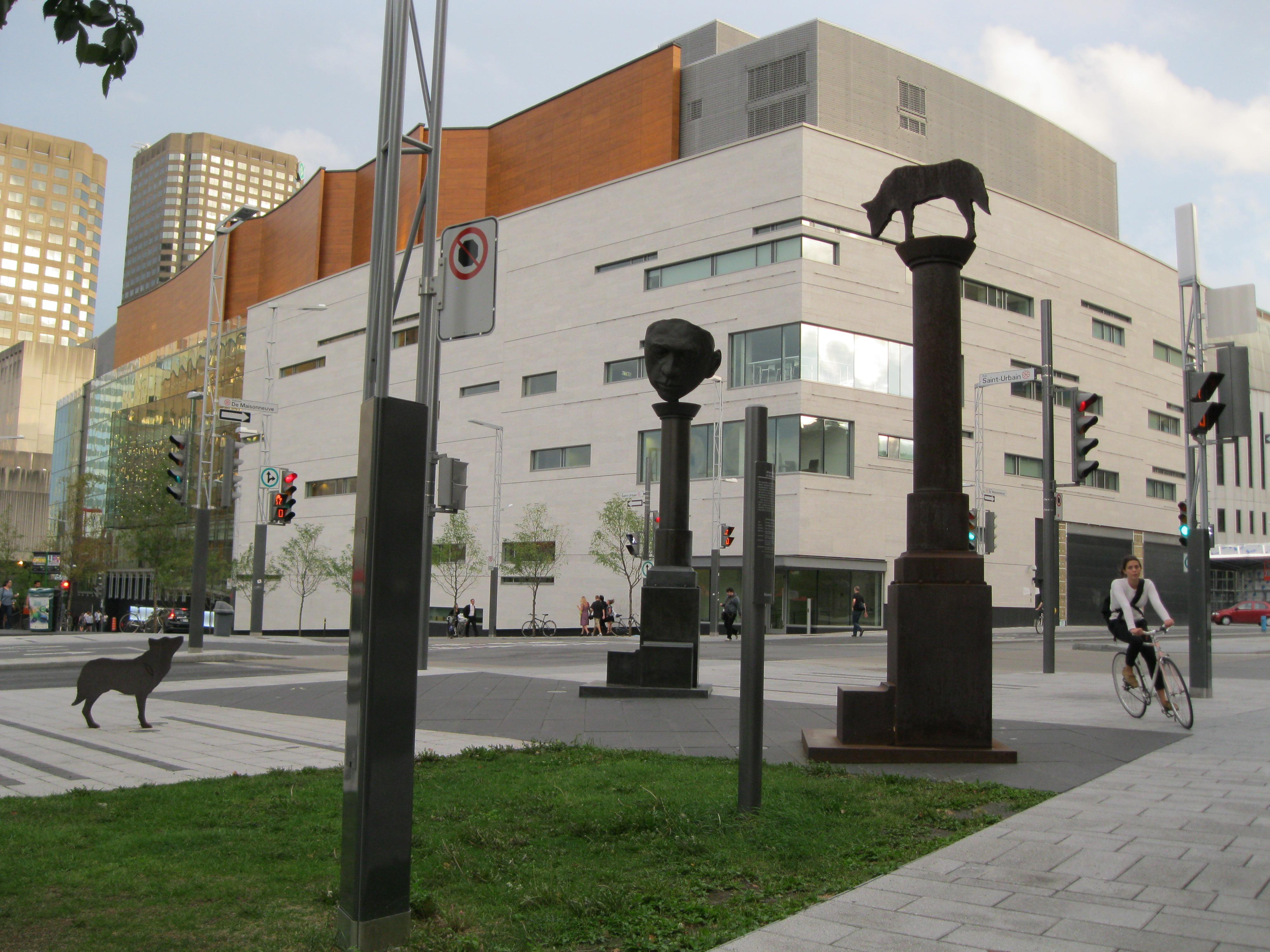
After Babel, a Civic Square
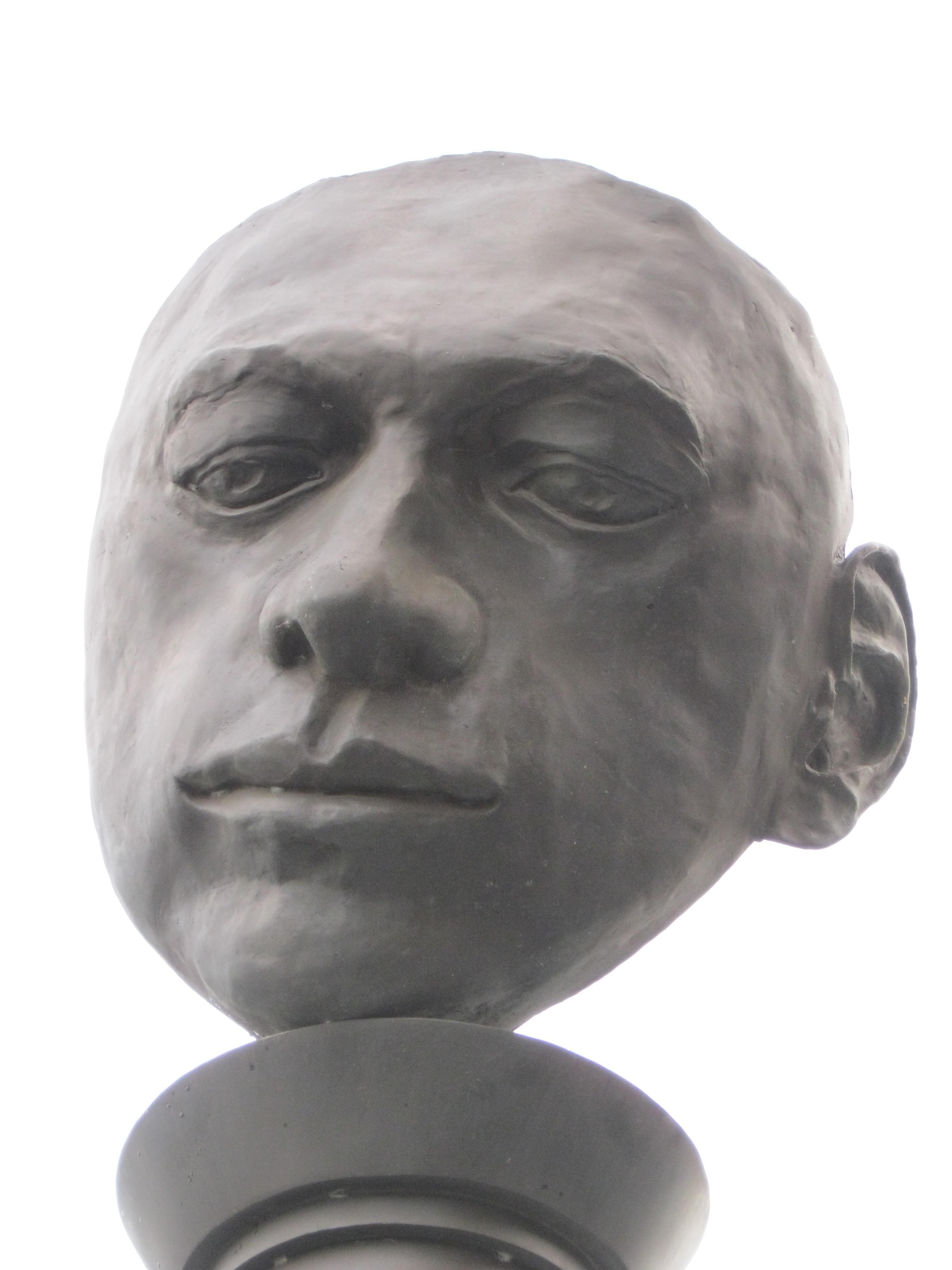
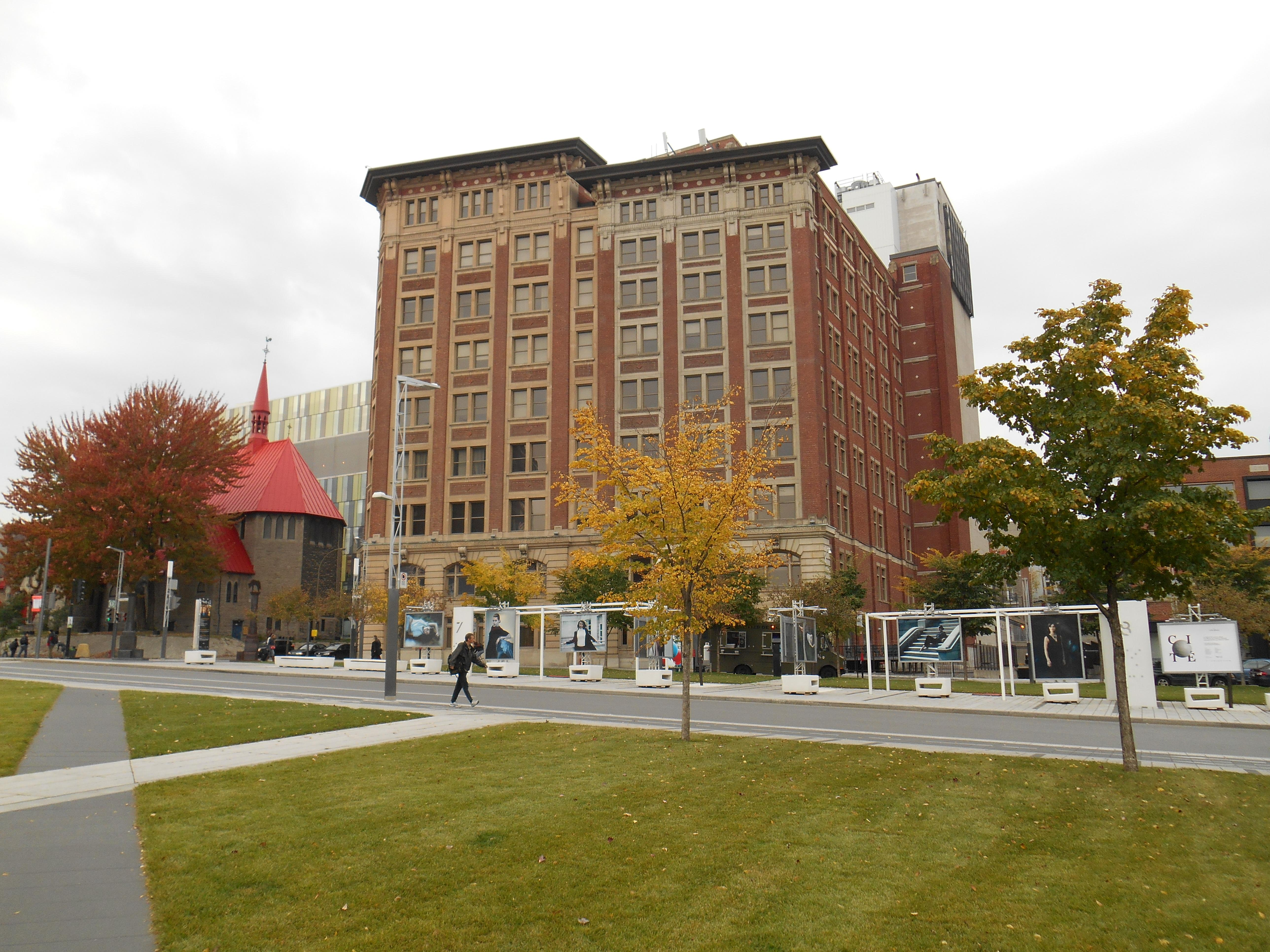
87 rue Ontario Ouest
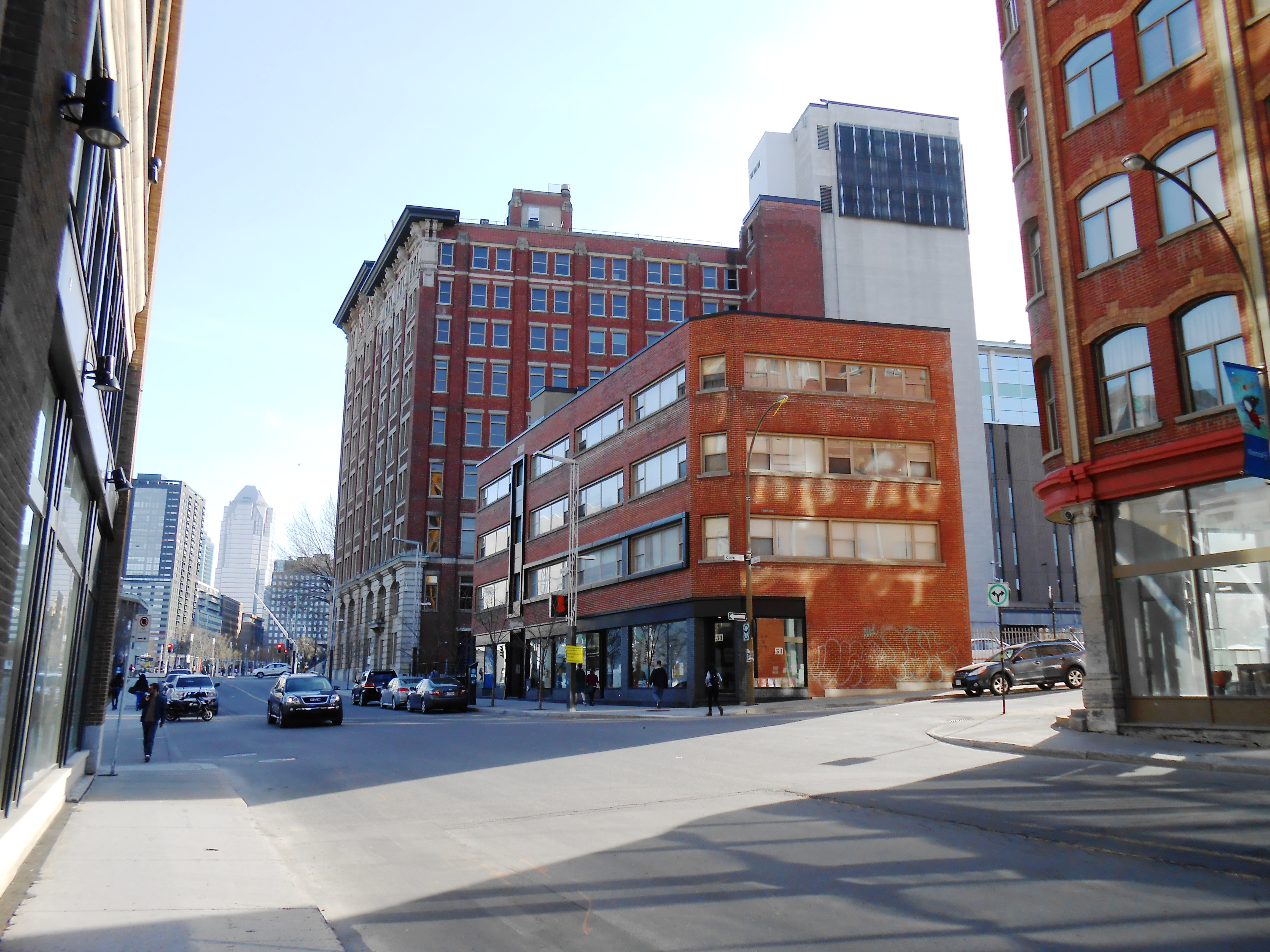
Édifice Massoud

Au nord-ouest du Parterre se trouve le 87 rue Ontario Ouest (Bell), un immeuble de valeur patrimoniale exceptionnelle de juridiction municipale. Il fait partie de l'ensemble Massoud, comprenant également l'édifice Massoud, situé au 51-67, rue Ontario Ouest.